# FK AS Trenčín
Der AS Trenčín ist ein slowakischer Fußballverein aus Trenčín.

## Geschichte
Der Verein wurde im Jahr 1992 als Ozeta Trenčín gegründet. Fünf Jahre später stieg er erstmals in die 1. liga auf, die damals noch unter dem Namen Mars superliga firmierte. Mittlerweile lief der Verein unter dem Namen Ozeta Dukla Trenčín auf.
Bereits in seiner ersten Saison gelang dem Verein der 4. Platz und die Qualifikation für den UEFA Intertoto Cup. Der erste internationale Gegner von Trenčín war der FC Dinaburg aus Lettland. Nach einem 1:1 auswärts siegte man zuhause mit 4:1. In der zweiten Runde schied man nach einem 0:1 daheim und einem 0:0 auswärts gegen den russischen Vertreter Baltika Kaliningrad aus.
Auch in der Saison 1998/99 gelang Trenčín als Fünftplatzierter die Qualifikation für den Intertoto Cup. Einen entscheidenden Anteil daran hatte Martin Fabuš, der mit 19 Toren zum Torschützenkönig der Liga-Saison ernannt wurde. Im Intertoto Cup schied man jedoch schon in der 1. Runde aus. Gegen den FK Pobeda Prilep endeten beide Partien jeweils mit einem 3:1 für das Heimteam, ehe Trenčín im Elfmeterschießen unterlag.
Auch 1999/2000 belegte der Verein Platz 5 in der Abschlusstabelle und qualifizierte sich abermals für den Intertoto Cup. Wie schon zwei Jahre zuvor traf man erneut auf den FC Dinaburg. Trenčín setzte im Hinspiel allerdings einen nicht spielberechtigten Spieler ein, sodass die Partie am grünen Tisch mit 0:3 gegen Trenčín gewertet wurde. Im Rückspiel verlor man mit 0:1 und schied aus.
Da die Mars superliga zur Jahrtausendwende auf 10 Teilnehmer reduziert wurde, sah sich Trenčín in der Saison 2000/01 dem Abstiegskampf ausgesetzt. Am Ende belegte man mit fünf Punkten Vorsprung auf das Schlusslicht den achten Platz. Eine Spielzeit später gelang aber als Fünfter die erneute Qualifikation für den Intertoto Cup. Gegen den kroatischen Vertreter Slaven Belupo konnte man das Hinspiel zwar mit 3:1 für sich entscheiden, musste aber nach einer herben 0:5-Auswärtsniederlage trotzdem die Segel streichen.
In der Saison 2002/03 spielte der Verein ein Jahr lang unter dem Namen Laugaricio Trenčin, belegte aber den vorletzten Platz. Nichtsdestotrotz wurde Martin Fabuš mit 20 Toren erneut Torschützenkönig, musste sich den Titel aber mit Marek Mintál vom Meister MŠK Žilina teilen.
Ab der Saison 2003/04 nahm die Liga den neuen Namen Corgoň liga an, während der Verein seinen heutigen Namen AS Trenčín annahm. Man belegte zwar abermals den 5. Platz, eine Berechtigung zur Teilnahme am Europapokal erhielt man allerdings nicht.
In den weiteren Spielzeiten hatte AS Trenčín wieder vermehrt mit dem Abstieg zu tun. In der Saison 2006/07 trat der Verein in der Relegationsrunde an und belegte den niedrigsten Platz, der zum Verbleib im Oberhaus berechtigte. Eine Spielzeit später folgte der Abstieg dann doch, als man mit deutlichem Rückstand den letzten Platz belegte.
Seither ist der ehemalige niederländische Nationalspieler Tscheu La Ling Eigentümer des Vereins. Die Rückkehr in die 1. slowakische Liga erfolgte 2011, als man sich mit dem Spitzenplatz der Abschlusstabelle erstmals einen inoffiziellen Vereinstitel sicherte.
Es ahnte jedoch niemand, dass sich AS Trenčín zu einem Spitzenverein im slowakischen Fußball etablieren sollte. Gelang 2011/12 erstmal ein 5. Platz, so wurde man 2012/13 Dritter und sicherte sich damit die Berechtigung zur Teilnahme an der Qualifikation zur UEFA Europa League. Dort stieg man in der 2. Runde ein und setzte sich gegen IFK Göteborg durch, schied jedoch in der 3. Runde gegen Astra Giurgiu aus.
In der Saison 2013/14 kürte sich AS Trenčín zum Vizemeister und spielte erneut um die Qualifikation zur Europa League. Dabei verspielte man in der 2. Runde fast einen 4:0-Hinspielsieg mit einem 0:3 beim FK Vojvodina. Daraufhin war man knapp gegen Hull City gescheitert.
Die erfolgreichste Zeit der Vereinsgeschichte markierten die nächsten beiden Saisonen. Nach zwei Siegen über den FK Dukla Banská Bystrica gelangte AS Trenčín erstmals ins Finale des slowakischen Fußballpokals. Dort traf man am 1. Mai 2015 auf den FK Senica, gegen den man sich nach einem 2:2 erst im Elfmeterschießen durchsetzen konnte. Damit war der erste Pokaltitel errungen worden. Wenige Wochen später sicherte sich Trenčín zudem erstmals die slowakische Meisterschaft und machte so das Double perfekt.
Der Meistertitel berechtigte Trenčín zur erstmaligen Teilnahme an der Qualifikation zur UEFA Champions League. Dort kam der Verein allerdings nicht weit und schied nach einer 0:2-Heimniederlage und einem 3:2-Auswärtssieg gegen Steaua Bukarest aus.
Doch Trenčín ließ nicht locker und sicherte sich auch in der Saison 2015/16 das nationale Double. In beiden Wettbewerben schickte man Rekordmeister Slovan Bratislava auf den 2. Platz – in der Meisterschaft hatte man 12 Punkte Vorsprung auf die Hauptstädter, im Pokal besiegte man sie mit 3:1.
Der Verein strebte daraufhin die erstmalige Teilnahme an einer Europacup-Endrunde an. In der Qualifikation zur Champions League sicherte sich Trenčín gegen den NK Olimpija Ljubljana dank der Auswärtstorregel das Weiterkommen, schied jedoch in der nächsten Runde knapp gegen Legia Warschau aus. Der Verein verspielte daraufhin auch die Qualifikation zur Europa League im Play-off gegen den SK Rapid Wien.
Daraufhin konnte der Verein jedoch nie mehr an die Leistungen dieser beiden Spielzeiten anknüpfen. In der Saison 2016/17 gelang immerhin der 4. Platz und damit die erneute Teilnahme an der Europa-League-Qualifikation. Gegen Torpedo Kutaissi gab es zwei klare Erfolge, es folgte aber das Aus gegen Bne Jehuda Tel Aviv.
In der Saison 2017/18 erlangte AS Trenčín den 5. Platz. Der Verein musste daher über ligainterne Play-offs den Qualifikationsplatz für die Europa League erwerben. Dies gelang mit einem 4:2 über den MFK Ružomberok und einem 2:1 beim MŠK Žilina. Trenčín hatte daraufhin in der Qualifikation einen Lauf und kam ungeschlagen über FK Budućnost Podgorica, Górnik Zabrze und Feyenoord Rotterdam bis in die Play-off-Runde. Dort traf man auf den AEK Larnaka, dem man sich nach einem 1:1 daheim mit 0:3 im Auswärtsspiel geschlagen geben musste.
Es war die letzte große Stunde des Vereins, der daraufhin wieder in den Abstiegskampf verfiel. Die Saison 2018/19 wurde auf dem vorletzten Platz beendet – Trenčín musste in die Relegation. Nachdem das Hinspiel gegen den FK Poprad noch mit 0:2 verloren wurde, setzte man sich im Rückspiel vor eigenem Publikum mit 4:1 durch und hielt so haarscharf die Klasse.
In der Saison 2019/20 belegte Trenčín den besten Platz in der Abstiegsrunde und durfte sich daher erneut an den ligainternen Play-offs für die Europa-League-Qualifikation versuchen. Allerdings wurde dieses Vorhaben schon im Halbfinale durch ein 0:3 bei Spartak Trnava abgeschmettert.
In der Saison 2020/21 erreichte man die Meisterrunde, die man nach acht Niederlagen aus zehn Spielen auf dem 6. Platz abschloss. Im Halbfinale der Europa Play-offs war man mit 0:2 beim FC Zlaté Moravce gescheitert. In der darauffolgenden Spielzeit war man erneut die bestplatzierte Mannschaft der Abstiegsrunde. Diesmal konnte man das Halbfinale der Europa Play-offs mit 2:0 gegen Žilina gewinnen, unterlag im Finale jedoch DAC Dunajská Streda mit 1:2.
In den Saisonen 2022/23 und 2023/24 spielte AS Trenčín jeweils in der Abstiegsrunde, blieb als Dritt- beziehungsweise Zweitplatzierter jedoch ohne weitere Chance auf die Europa Play-offs.

## Sportliche Erfolge
- Slowakischer Meister (2): 2015, 2016
- Slowakischer Pokalsieger (2): 2015, 2016

## Vereinsnamen
- 1992 gegründet als TJ Ozeta Dukla Trenčín
- 1995 umbenannt in FK Ozeta Dukla Trenčín
- 1. Juli 2002 umbenannt in FK Laugaricio Trenčín
- 1. Juli 2003 umbenannt in AS Trenčin

## Europapokalbilanz
| Saison  | Wettbewerb            | Runde                  | Gegner                      | Gesamt          | Hin       | Rück          |
| ------- | --------------------- | ---------------------- | --------------------------- | --------------- | --------- | ------------- |
| 1998    | UEFA Intertoto Cup    | 1. Runde               | FC Dinaburg                 | 5:2             | 1:1 (A)   | 4:1 (H)       |
| 1998    | UEFA Intertoto Cup    | 2. Runde               | Baltika Kaliningrad         | 0:1             | 0:1 (H)   | 0:0 (A)       |
| 1999    | UEFA Intertoto Cup    | 1. Runde               | FK Pobeda Prilep            | 4:4 (3:4 i. E.) | 1:3 (A)   | 3:1 n. V. (H) |
| 2000    | UEFA Intertoto Cup    | 1. Runde               | FC Dinaburg                 | 0:4             | 0:3 (H) 1 | 0:1 (A)       |
| 2002    | UEFA Intertoto Cup    | 1. Runde               | NK Slaven Belupo Koprivnica | 3:6             | 3:1 (H)   | 0:5 (A)       |
| 2013/14 | UEFA Europa League    | 2. Qualifikationsrunde | IFK Göteborg                | 2:1             | 0:0 (A)   | 2:1 (H)       |
| 2013/14 | UEFA Europa League    | 3. Qualifikationsrunde | Astra Giurgiu               | 3:5             | 1:3 (H)   | 2:2 (A)       |
| 2014/15 | UEFA Europa League    | 2. Qualifikationsrunde | FK Vojvodina                | 4:3             | 4:0 (H)   | 0:3 (A)       |
| 2014/15 | UEFA Europa League    | 3. Qualifikationsrunde | Hull City                   | 1:2             | 0:0 (H)   | 1:2 (A)       |
| 2015/16 | UEFA Champions League | 2. Qualifikationsrunde | Rumänien                    | 3:4             | 0:2 (H)   | 3:2 (A)       |
| 2016/17 | UEFA Champions League | 2. Qualifikationsrunde | NK Olimpija Ljubljana       | (a)6:6(a)       | 4:3 (A)   | 2:3 (H)       |
| 2016/17 | UEFA Champions League | 3. Qualifikationsrunde | Legia Warschau              | 0:1             | 0:1 (H)   | 0:0 (A)       |
| 2016/17 | UEFA Europa League    | Play-offs              | SK Rapid Wien               | 2:4             | 0:4 (H)   | 2:0 (A)       |
| 2017/18 | UEFA Europa League    | 1. Qualifikationsrunde | Torpedo Kutaissi            | 8:1             | 5:1 (H)   | 3:0 (A)       |
| 2017/18 | UEFA Europa League    | 2. Qualifikationsrunde | Bne Jehuda Tel Aviv         | 1:3             | 1:1 (H)   | 0:2 (A)       |
| 2018/19 | UEFA Europa League    | 1. Qualifikationsrunde | FK Budućnost Podgorica      | 3:1             | 2:0 (A)   | 1:1 (H)       |
| 2018/19 | UEFA Europa League    | 2. Qualifikationsrunde | Górnik Zabrze               | 5:1             | 1:0 (A)   | 4:1 (H)       |
| 2018/19 | UEFA Europa League    | 3. Qualifikationsrunde | Feyenoord Rotterdam         | 5:1             | 4:0 (H)   | 1:1 (A)       |
| 2018/19 | UEFA Europa League    | Play-offs              | AEK Larnaka                 | 1:4             | 1:1 (H)   | 0:3 (A)       |

Legende: (H) – Heimspiel, (A) – Auswärtsspiel, (N) – neutraler Platz, (a) – Auswärtstorregel, (i. E.) – im Elfmeterschießen, (n. V.) – nach Verlängerung

## Trainer
- Josef Ludl (1960–1961)
- Stanislav Griga (1996–1998)
- Vlastimil Palička (2006–2007)
- Rob McDonald (2007–2008)
- Vladimir Konik (2009–2009)
- Adrian Gula (2009–2013)
- Martin Sevela (2013–2017)
- Ricardo Moniz (2018–2018)
- Matthias Kohler (2019)
- Stijn Vreven (2020–2021)
- Peter Hlinka (2021)
- Juraj Ančic (2020; 2021; 2022)
- Peter Hyballa (2022)
- Marian Zimen (2022–2023)
- Frantisek Straka (2023)
- Ilija Stolica (2023–2024)
- Ivan Galad (2024–)

## Kader 2024/25
Stand: 24. November 2024
| Nr. |          | Position | Name                |
| --- | -------- | -------- | ------------------- |
| 1   | Serbien  | TW       | Andrija Katic       |
| 2   | Slowakei | AB       | Samuel Bagín        |
| 3   | Serbien  | MF       | Luka Zoric          |
| 6   | Slowakei | MF       | Tadeáš Hájovský     |
| 7   | Nigeria  | ST       | Jude Sunday         |
| 8   | Nigeria  | MF       | Adam Yakubu         |
| 9   | Nigeria  | ST       | Chinonso Emeka      |
| 10  | Serbien  | MF       | Armin Djerlek       |
| 12  | Slowakei | AB       | Jakub Holubek       |
| 14  | Ukraine  | AB       | Taras Bondarenko    |
| 15  | Serbien  | AB       | Lazar Stojsavljević |
| 18  | Slowakei | MF       | Adrian Fiala        |
| 19  | Ghana    | ST       | Bright Donkor       |

| Nr. |                         | Position | Name             |
| --- | ----------------------- | -------- | ---------------- |
| 20  | Ghana                   | MF       | Rahim Ibrahim    |
| 21  | Slowakei                | ST       | Lukáš Mikulaj    |
| 23  | Slowakei                | ST       | Samuel Sefcik    |
| 24  | Slowakei                | TW       | Alex Hudok       |
| 25  | Slowakei                | AB       | Lukáš Skovajsa   |
| 27  | Slowakei                | MF       | Damián Bariš     |
| 30  | Slowakei                | TW       | Matúš Slavíček   |
| 42  | Niederlande             | MF       | Samir Ben Sallam |
| 77  | Nigeria                 | ST       | Sani Suleiman    |
| 83  | Bosnien und Herzegowina | TW       | Luka Damjanovic  |
| 85  | Nigeria                 | ST       | Emmanuel Uchegbu |
| 93  | Slowakei                | AB       | Hugo Pavek       |

## Spieler
- Martin Fabuš (1995–1999, 1999–2000,  2001–2003, 2005–2006)
- Stanislav Velický (2003–2006)